# はじまりのみち
『はじまりのみち』は、2013年6月1日公開の日本映画。松竹株式会社による、映画監督・木下惠介生誕100年プロジェクトの一つとして製作された。木下の第二次世界大戦中の実話を題材に、映画『陸軍』制作時の背景を交えながら彼の母との家族愛を描く。
『クレヨンしんちゃん 嵐を呼ぶ モーレツ!オトナ帝国の逆襲』などの作品でアニメ監督として著名な原恵一による、実写映画初監督作品である。木下惠介を演じる主演俳優は加瀬亮。

## あらすじ
1945年、木下惠介は前年陸軍省の依頼で監督した映画『陸軍』のラストシーンが「女々しい」とクレームをつけられ、次回作の企画をキャンセルされた。自らの信じる映画が撮れないことに落胆した惠介は所属していた松竹に辞表を提出、職もないまま郷里の浜松市に戻る。空襲に見舞われた実家から郊外の気賀で療養中の母・たまの居所へと移った惠介は、たまに「これからは木下惠介から木下正吉（本名）に戻る」と告げる。空襲の激化に伴い、木下家では山間の気多村勝坂に住む親族を頼って疎開することになる。しかし、そのためにはたまを安静に連れて行く必要があった。惠介は、たまをバスには乗せられないと、リヤカーに乗せて運ぶことを提案する。疎開先までは約60kmの距離があり、途中の気田からは森林鉄道のトロッコが利用できるとはいえ、そこまでは峠道を含む険しい道のりである。家族からは懸念する声も上がるが、提案は実行に移されることとなった。たまを運ぶ惠介と兄・敏三、それに荷物を運ぶために雇われた若い便利屋の4人は夜中に気賀を出発し、疎開先へと向かった。
途中の休憩時に「（惠介が）前は映画監督をしていた」と言いかけた敏三を惠介は遮ったが、便利屋はそれを「映画館で働いていた」と勘違いする。道中、雨に見舞われても、敏三と惠介は雨具も付けずにリヤカーを動かし続けた。長い山道でリヤカーの病人を運ぶことを訝っていた便利屋は、その頑なさに呆れながらもついて行く。夕方、一行は宿泊予定の気田に到着し、苦労の末に宿を見つける。惠介はたまの顔の汚れをぬぐい、自ら背負って宿の二階へと運び上げた。しかし、トロッコは翌々日にならないと動かないとわかり、宿でもう一日を過ごすことになる。やむなく敏三は便利屋に明後日の同行を依頼した。便利屋は当初ここで帰ると言い張ったが、宿屋のふたりの若い娘と親しくなって前言を翻した。
翌日、敏三の勧めで惠介は外出する。散歩しながら出征兵士を見送る小学生とその教師を眺め、やがて広い河原に出る。その傍らに便利屋がやってきた。便利屋は、リヤカーで母を運び抜いた惠介を見直した、孝行したくなるいい親だったのだろうと話した。そして、また映画館で働けたら『陸軍』を見ることを薦め、あのラストシーンはよかった、いい映画だった、親の気持ちがよく伝わってきたと述べる。惠介は「息子に立派に死んでこいという母親はいない」と語り、涙を浮かべた。
次の日、トロッコに乗り継ぎ、一行は無事に疎開先に到着する。たまは惠介を呼んで紙に書いた言伝を手渡す。そこには、あなたはここにいるべきではない、また木下惠介の映画が見たい、戦争はいつか終わるのだから木下正吉から木下惠介に戻って映画を撮りなさいといった内容が記されていた。それを読んだ惠介は、映画から離れようとしても、映画のことが頭から離れなかったという思いをたまに語るのだった。

## キャスト
- 木下惠介 - 加瀬亮
- 木下たま - 田中裕子： 惠介の母
- 便利屋 - 濱田岳
- 木下敏三 - ユースケ・サンタマリア： 惠介の兄
- 学校の先生 / ナレーター - 宮﨑あおい
- 木下周吉 - 斉木しげる
- 庄平 - 光石研
- こまん - 濱田マリ
- 木下芳子 - 藤村聖子
- 木下作代 - 山下リオ
- 木下光子 - 仁山貴恵
- 義子 - 相楽樹
- やゑ子 - 松岡茉優
- 城戸四郎 - 大杉漣

## 製作
撮影は2012年11月9日より始まり、長野県、群馬県、栃木県などでロケが行われ、木下惠介の生まれた場所である静岡県浜松市で11月29日にクランクアップした。ポストプロダクションを2013年2月まで行った。浜松市では、作品の舞台でもある天竜区春野町の気田小学校が撮影に使われ、同校の児童らがエキストラとして参加した。群馬県のロケ地の一つに、桐生市にある古民家を活用した「桐生織塾」がある。
作中には、木下の監督した映画のうち、15作品の一部分が、さまざまな形で引用されている。中でも本作の物語と関わりの深い『陸軍』は、問題となったラストシーンが、ストーリーの途中にほぼそのままの形で挿入された。

### スタッフ
- 監督・脚本 - 原恵一
- 脚本協力 - 丸尾みほ
- 音楽 - 富貴晴美
- 撮影 - 池内義浩
- 美術 - 西村貴志
- 照明 - 原由巳
- 録音 - 鈴木肇
- 編集 - 橘樹陽児
- 装飾 - 佐原敦史
- 記録 - 小関ひろみ
- 音楽プロデューサー - 小野寺重之
- 助監督 - 石川勝己
- 音響効果 - 帆苅幸雄
- 製作担当 - 田中智明
- ラインプロデューサー - 阿部智大
- 制作プロダクション - 松竹撮影所 東京スタジオ
- 制作協力 - 松竹映像センター
- 特別協賛 - ヤマハサウンドシステム
- 協力 - 静岡県、浜松市、小豆島町
- 製作総指揮 - 迫本淳一
- 製作代表 - 大角正
- 製作者 - 秋元一孝、油谷昇、内田健二、大石剛
- プロデューサー - 石塚慶生、新垣弘隆
- 製作 - 「はじまりのみち」製作委員会（松竹、衛星劇場、サンライズ、静岡新聞社）
- 配給 - 松竹

## 受賞
- 第5回TAMA映画賞：特別賞
- 第87回キネマ旬報ベスト・テン
  - 助演女優賞（田中裕子）
  - 読者選出日本映画ベスト・テン 第10位

## 関連商品
ノベライズ
- 丸尾みほ『はじまりのみち』泰文堂〈リンダブックス〉、2013年5月発売、ISBN 978-4803004489

シナリオ
- 『月刊シナリオ』2013年7月号（映人社） - シナリオ・原恵一インタビュー掲載

ホームメディア
- 『はじまりのみち』Blu-ray、DVD